# 10293 Pribina
10293 Pribina este un asteroid din centura principală, descoperit pe 5 octombrie 1986, de Milan Antal.